# Imma chloromelalis
Imma chloromelalis är en fjärilsart som beskrevs av Walker 1865. Imma chloromelalis ingår i släktet Imma och familjen Immidae. Inga underarter finns listade i Catalogue of Life.